# Hans Rosenfeldt
Hans Rosenfeldt, nato Hans Petersson (Borås, 13 luglio 1964), è uno sceneggiatore e attore svedese.

## Filmografia parziale

### Sceneggiatore
Cinema
- Reine & Mimmi i fjällen! (1997)
- Hassel: There Is No Mercy! (Hassel/Förgörarna) (2000)

Televisione
- Jul i Kapernaum - serie TV, 23 episodi (1995)
- Tre kronor - serie TV, 8 episodi (1994-1997)
- Aspiranterna - serie TV, 8 episodi (1998)
- Kaspar i Nudådalen - serie TV, 24 episodi (2001)
- Rederiet - serie TV, 172 episodi (1994-2002)
- De drabbade - serie TV, 12 episodi (2003)
- En riktig jul - serie TV, 24 episodi (2007)
- The Bridge - serie TV, 26 episodi (2013-2014)
- Omicidi a Sandhamn (Morden i Sandhamn) - serie TV, 12 episodi (2012-2015)
- The Bridge - La serie originale (Bron/Broen) - serie TV, 38 episodi (2011-2018)
- Advokaten - serie TV, 10 episodi (2018)
- Marcella - serie TV, 24 episodi (2016-2020)
- Rebecca - serie TV, 8 episodi (2021)
- The Burning Girls - miniserie TV, 6 episodi (2023)
- Ronja Rövardotter - serie TV, 11 episodi (2024)

### Attore
Cinema
- Gli artisti della truffa (Strul), regia di Jonas Frick (1988)
- Kurt Olsson - Filmen om mitt liv som mej själv, regia di Håkan Wennberg (1990)

Televisione
- Rederiet - serie TV, 4 episodi (1998-1999)